# Najazd Wandalów na Afrykę Północną
Zdobycie Afryki przez Wandalów – inwazja germańskiego plemienia Wandalów na afrykańskie prowincje Cesarstwa Rzymskiego jaka miała miejsce w latach 429-435. Doprowadziła ona do upadku władzy rzymskiej w Afryce Północnej i powstania na jej miejscu plemiennego państwa Wandalów.
W maju i czerwcu 429 Wandalowie przeprawili się pod wodzą Genzeryka przez Cieśninę Gibraltarską do Afryki, w okolicy Tangeru, wykorzystując zamieszki polityczne w Afryce, spowodowane walką złożonego z urzędu namiestnika (komesa) Afryki Bonifacjusza z nowym namiestnikiem Sigiswultem i jego wojskami gockimi, które reprezentowały cesarstwo. Ich celem było zawładnięcie bogatą, urodzajną i nie zniszczoną dotychczas działaniami wojennymi prowincją rzymską, ale prawdopodobnie znaczenie miał też fakt, że byli stopniowo z Hiszpanii wypierani przez Swebów i Wizygotów. Siły Wandalów liczyły około 80 000 ludzi wraz z dobytkiem i inwentarzem. Wandalowie przemaszerowali przez Tingitanę, kierując się doliną rzeki Innawen rozdzielającą Rif od Średniego Atlasu ku byłej prowincji Mauretania Caesariensis, gdzie dotarli już w sierpniu 429. Tak szybki przemarsz przez Tingitanę i brak wzmianek o walkach  tłumaczyć można tylko zgodą wojsk rzymskich, ponieważ były one jeszcze w tym regionie poważne i wynosiły kilka tysięcy żołnierzy. W czerwcu 430 r. Wandalowie pojawili się pod Hipponą, którą zdobyli po 14 miesiącach oblężenia. Walki toczyły się także o Kartaginę i Cyrtę. Dopiero w roku 432 władze cesarstwa zdecydowały się na wysłanie do Afryki korpusu ekspedycyjnego, który został jednak rozbity. Po tym zwycięstwie cała Afryka Północna znalazła się pod panowaniem Genzeryka. 11 lutego 435 r. w Hipponie doszło do zawarcia traktatu pokojowego pomiędzy cesarstwem a Wandalami. Wandalowie zostali uznani za sprzymierzeńców Rzymu i oficjalnie otrzymali od cesarstwa tereny na których mieli osiąść. 
Do kolejnych zatargów pomiędzy obiema stronami doszło w latach 439-442, głównie na skutek rozbojów morskich uprawianych przez Wandalów oraz zdobycia Kartaginy przez Genzeryka. Walki wybuchły ponownie a zakończył je dopiero traktat pokojowy w roku 442, którego warunki korzystne dla Genzeryka miały obowiązywać aż do upadku afrykańskiego państwa Wandalów w roku 533.